# Chiesa di San Giorgio Martire (Chieve)
La chiesa di San Giorgio Martire è la parrocchiale di Chieve, in provincia di Cremona e diocesi di Crema; fa parte della zona pastorale sud.

## Storia
Da un documento del 1144 s'apprende che a Chieve esisteva un oratorio costruito dai monaci cistercensi provenienti dall'abbazia del Cerreto.
Negli Istromenti investiture del 1531 si legge che il parroco di Chieve, la cui chiesa era allora parte della diocesi di Piacenza, veniva nominato dall'arcidiacono della chiesa di Santa Maria di Crema.
Grazie alla relazione della visita pastorale del 1566 del vescovo Bernardino Scotti si conosce che i parrocchiani erano le 300 e che la chiesa disponeva di un beneficio pari a 500 libre.
La chiesa venne riedificata entro il 1579, riutilizzando i materiali provenienti da quella precedente.
L'anno successivo la chiesa passò dalla diocesi di Piacenza a quella di Crema, eretta da papa Gregorio XIII con la bolla Super universas.
Nel 1583 la chiesa divenne sede di un vicariato foraneo, che andava a comprendere, oltre a quella chievese, anche le parrocchie di Bolzone, Capergnanica, Casaletto Ceredano, Credera, Passarera, Rovereto e Rubbiano; in quel periodo i fedeli erano 350 e il beneficio corrispondeva a 800 libre.
Nel 1603 il vicariato di Chieve fu unito a quello di Bagnolo Cremasco, salvo poi venir ricostituito nel 1685.
Come testimoniato dallo Status animarum diocesi di Crema del 1752, allora il numero dei parrocchiani era salito a 707; nel 1756 il vescovo Marcantonio Lombardi, compiendo la sua visita, descrisse la chiesa: era ad un'unica navata, era dotata di sei altari laterali, versava in ottime condizioni e presentava delle buone decorazioni.
Alla fine del XIX secolo la chiesa non era più adatta a soddisfare le esigenze della popolazione e, così, si pensò di ingrandirla; il progetto venne approvato il 6 giugno 1893 e nello stesso anno si ebbe il rifacimento dell'edificio, trasformato a tre navate. La decorazione dell'interno terminò nel 1897.
Nella prima metà del XX secolo l'allora parroco monsignor Bartolomeo Panzetti si fece promotore del progetto dell'ampliamento del presbiterio e il 31 dicembre 1927 fu presentato dall'architetto Luigi Angelini il disegno relativo.
L'idea, però, non ebbe seguito e venne ripresa solo nel 1946, anno in cui iniziarono i lavori di costruzione del transetto, che fu portato a compimento nel 1950 insieme al nuovo campanile.
Il 19 febbraio 1952 la chiesa venne consacrata e nel 1959 si realizzò il nuovo pavimento.

Il 25 gennaio 1970, con l'attuazione della riforma della suddivisione territoriale della diocesi, il vicariato di Chieve venne soppresso e la chiesa passò alla neo-costituita zona pastorale Ovest.

Tra il 2018 e il 2019 l'esterno dell'edificio fu oggetto di un intervento di restauro.

## Descrizione

### Esterno
La facciata della chiesa, che è a salienti, è scandita da lesene caratterizzate da capitelli di ordine corinzio ed è divisa in due registri; quello inferiore presenta il portale e due finestre, quello superiore, coronato dal timpano, una finestra.

### Interno
All'interno della chiesa, che si compone di tre navate, sono conservate numerose opere di pregio, tra le quali il dipinto con San Giuseppe e il Bambino in atto benedicente, posto sull'altare settecentesco di San Giuseppe, la pala della Madonna della cintura, eseguita da Giovanni Battista Lucini, la statua in legno avente come soggetto Sant'Antonio, scolpita nel 1926, la tela ritraente Sant'Antonio di Padova e angioletti, eseguita tra il 1753 e il 1754 da Giuseppe Antonio Torricelli, le statue lignee di San Rocco e di Sant'Agnese, gli affreschi raffiguranti i santi Gioacchino ed Anna, i Quattro Evangelisti e i Santi Giovanni Battista e Giuseppe, la statua della Vergine del Rosario con Bambino, risalente alla fine del XIX secolo, e l'altare laterale di San Rocco, in marmi policromi.